# Santiago Lanzuela
Santiago Lanzuela Marina, né le 27 septembre 1948 à Teruel et mort le 16 avril 2020 à Madrid, est un homme politique espagnol membre du Parti populaire (PP). 
Il est président de la Députation générale d'Aragon entre 1995 et 1999.

## Biographie

### Formation et débuts professionnels
Né à Teruel, Santiago Lanzuela vit d'abord à Cella puis déménage à Saragosse pour terminer son cursus dans l'enseignement secondaire. Il étudie ensuite les sciences économiques à l'université de Valence, où il obtient sa licence. Il complète son parcours à l'université Harvard. Entre 1971 et 1973, il est professeur adjoint de sciences économiques à l'université de Valence.

### Carrière dans la fonction publique
Santiago Lanzuela intègre la haute fonction publique en 1974, lorsqu'il est nommé chef de la coopération espagnole au Nicaragua. Il conserve ce poste deux ans. Il est effectivement choisi en 1976 comme directeur de la Coopération technique internationale du ministère du Travail. Il y restera cinq ans.
En 1982, il rejoint l'Institut de la coopération avec l'Amérique latine (ICIA) où il devient conseiller du président. Il est désigné chef de service à l'Inspection du patrimoine national cinq ans plus tard, en 1987.

### Conseiller à l'Économie d'Aragon
Membre de l'Alliance populaire (AP), Santiago Lanzuela est nommé le 13 mars 1989 conseiller à l'Économie du gouvernement d'Aragon, à la suite de la formation d'une coalition entre l'AP et le président autonomique Hipólito Gómez de las Roces. En 1989, il est élu président du nouveau Parti populaire d'Aragon (PP Aragon), qui succède à l'AP.
Pour les élections du 26 mai 1991, il est désigné chef de file du PP et tête de liste dans la province de Teruel. Il est élu député aux Cortes d'Aragon, obtenant à 42 ans son premier mandat électoral.
Il renouvelle ensuite l'alliance avec le Parti aragonais (PAR). Le nouveau président Emilio Eiroa le confirme alors le 19 juillet suivant dans ses fonctions de conseiller à l'Économie. Il est désigné conseiller à l'Économie et aux Finances le 4 novembre.
Les socialistes ayant fait adopter une motion de censure, il est relevé de ses responsabilités le 18 septembre 1993.

### Président de la Députation générale
Dans la perspective des élections du 28 mai 1995, Santiago Lanzuela prend de nouveau la tête la direction de la campagne du PP Aragon, ainsi que la tête de liste dans la province de Saragosse. Le jour du scrutin, il recueille 37,6 % des suffrages exprimés et 27 députés sur 67, arrachant aux socialistes leur première place pour la première fois depuis 1983. Il confirme sa coalition avec le PAR, donnant la présidence des Cortes à Eiroa et s'assurant l'appui de 41 députés, soit les trois cinquièmes du parlement autonomique.
Au cours de la session d'investiture, son alliance avec les régionalistes est vertement critiquée par le député du PP, ancien président des Cortes et chef de file de l'AP en 1987 Ángel Cristóbal Montes. Le 7 juillet, Santiago Lanzuela est investi président de la Députation générale d'Aragon par 40 voix pour et 25 voix contre.

### Bref passage au Sénat
Une fois encore chef de file du PP aux élections du 13 juin 1999, Santiago Lanzuela confirme sa victoire de 1995 avec 38,3 % des suffrages et 28 députés sur 67 aux Cortes. Un mois plus tard, il échoue à convaincre le PAR de maintenir leur alliance, ce dernier décidant de soutenir le candidat socialiste à la présidence de la communauté autonome. Le 29 juillet, Marcelino Iglesias est investi dès le premier tour de vote, après que Lanzuela a fortement dénoncé l'accord entre socialistes et régionalistes. Il lui cède ses fonctions deux jours plus tard.
Le 23 septembre, il est élu au Sénat par les Cortes. Il est réélu trois jours plus tard président du PP Aragon avec plus de 80 % de votes favorables. Il est choisi le 6 octobre comme président de la commission de l'Économie et des Finances, et intègre la députation permanente de la chambre haute.

### Parcours au Congrès des députés
Pour les élections législatives du 12 mars 2000, Santiago Lanzuela est investi tête de liste du PP dans la province de Teruel. Désormais membre du Congrès des députés, il y prend là aussi la présidence de la commission de l'Économie et des Finances. Il démissionne de la présidence du PP Aragon le 18 janvier 2001, une volonté exprimée depuis plusieurs mois alors que le parti est en crise latente depuis la défaite de 1999.
Après les élections législatives du 14 mars 2004, remportées par les socialistes, il devient vice-président de la commission de l'Intérieur, puis de la commission des Affaires étrangères à partir du mois de novembre. Il est confirmé dans cette fonction à la suite des élections législatives du 9 mars 2008. Le Parti populaire ayant remporté les élections législatives anticipées du 20 novembre 2011, il devient vice-président de la commission des Budgets, puis il succède à Elvira Rodríguez comme président de la commission de l'Économie et de la Compétitivité le 3 octobre 2012.

### Intégration dans le privé
Santiago Lanzuela démissionne du Congrès le 29 juillet 2014, après quatorze années de mandat et vingt-cinq ans de vie politique, afin de siéger au conseil d'administration de l'entreprise publique Red Eléctrica de España. Il est remplacé par Alberto Herrero.